# فیل مونکتون
فیل مونکتون (انگلیسی: Phil Monckton؛ زادهٔ ۸ آوریل ۱۹۵۲) ورزشکار روئینگ اهل کانادا است.
وی در مسابقات کشوری و بین‌المللی در مجموع برندهٔ ۱ مدال برنز شده‌است.